# 泉口镇 (德江县)
泉口镇，是中华人民共和国贵州省铜仁市德江县下辖的一个乡镇级行政单位。
2012年12月11日，贵州省人民政府批复同意撤销泉口土家族乡，设置泉口镇，镇人民政府驻泉口寺社区。

## 行政区划
泉口镇下辖以下地区：
泉口社区、洋田村、先瓦村、银甲村、马喇村、三合村、大土村、先联村、先坝村、猪场村、先田村、先塘村、盆水村、岩门村、大园村、天池村、樱桃村、水塘村、何家村、先洋村和大湾村。